# Bitozeves
Bitozeves (německy Wittoseß) je obec v okrese Louny, asi 4 km severozápadně od Postoloprt. Žije v ní 519 obyvatel. Je zde mateřská a základní škola, obchod a hospoda. Součástí obce jsou také vesnice Nehasice, Tatinná a Vidovle a část obce Bitozeves-Průmyslová zóna Triangle, tvořená východní částí areálu průmyslové zóny Triangle.

## Historie
Pojmenování obce pochází z osobního jména Bitod (Bitodova ves). První písemná zmínka o Bitozevsi pochází z roku 1318, kdy ves vlastnil vladyka Dalibor z Bitozevsi. V roce 1361 zdejšího zemřelého kněze Ludhera nahradil nový duchovní správce Nemiáš. Součástí obce byla tvrz, která do roku 1405 patřila Jindřichovi z Telce, od kterého ji včetně obce koupili svatomařští křížovníci. Na začátku 15. století Bitozeves držely Louny. V roce 1436 dostal ves jako zástavu Bušek z Hluban od císaře Zikmunda. Následovalo prostřídání různých majitelů. V roce 1506 ves s tvrzí získal Jan Hruška z Března, jehož rod zde panoval přes sto let. Majitel zdejšího panství Tobiáš Hruška z Března se v letech 1618–1620 účastnil stavovského povstání, za což mu byl zkonfiskován majetek, který byl v roce 1623 prodán hraběti Adamovi z Herbersdorfu. Roku 1630 došlo k připojení vsi k postoloprtskému panství, kdy Adam z Herbersdorfu Bitozeves postoupil Pavlu Michnovi z Vacínova. V té době patřilo k obci několik rybníků, bažantnice, pivovar a vinice. K postoloprtskému panství náležela obec až do roku 1920. 
Škola zde byla založena už koncem 18. století, podle tradice v čp. 68. Počátkem 20. století, kdy měla Bitozeves přes šest set obyvatel, zde působili dva ševci, pět hostinských a čtyři obchodníci. Za první republiky žilo v obci 80 % obyvatel německé národnosti. V obci se narodil Franz Czermak (1896–1960 Stuttgart), v letech 1938–1940 starosta v Teplicích a 1940–1945 starosta v Ústí nad Labem.

## Obyvatelstvo
| Obec Bitozeves                                           | Obec Bitozeves | Obec Bitozeves | Obec Bitozeves | Obec Bitozeves | Obec Bitozeves | Obec Bitozeves | Obec Bitozeves | Obec Bitozeves | Obec Bitozeves | Obec Bitozeves | Obec Bitozeves | Obec Bitozeves | Obec Bitozeves | Obec Bitozeves |
|                                                          | 1869           | 1880           | 1890           | 1900           | 1910           | 1921           | 1930           | 1950           | 1961           | 1970           | 1980           | 1991           | 2001           | 2011           |
| -------------------------------------------------------- | -------------- | -------------- | -------------- | -------------- | -------------- | -------------- | -------------- | -------------- | -------------- | -------------- | -------------- | -------------- | -------------- | -------------- |
| Obyvatelé                                                | 1 134          | 1 270          | 1 255          | 1 330          | 1 336          | 1 348          | 1 298          | 679            | 636            | 528            | 424            | 328            | 361            | 383            |
| Místní část Bitozeves                                    |                |                |                |                |                |                |                |                |                |                |                |                |                |                |
| Obyvatelé                                                | 518            | 543            | 566            | 580            | 583            | 565            | 552            | 270            | 307            | 279            | 259            | 243            | 283            | 300            |
| Domy                                                     | 78             | 81             | 83             | 101            | 110            | 111            | 104            | 104            | 107            | 74             | 61             | 71             | 77             | 82             |
| Data z roku 1961 zahrnují i domy z místní části Vidovle. |                |                |                |                |                |                |                |                |                |                |                |                |                |                |

## Pamětihodnosti
- Kostel svatého Michaela stojí uprostřed zrušeného hřbitova. Jednolodní gotický kostel se sakristií a hranolovou věží pochází z poloviny čtrnáctého století. Uvnitř se nachází náhrobníky šlechtického rodu Hrušků z Března.[8]
- výklenková kaple svatého Vojtěcha s dřevěnou sochou sv. Vojtěcha z první poloviny 18. století[8]
- V areálu hospodářského dvora čp. 12 nad strání levého břehu Chomutovky stojí bitozeveská tvrz. Původní mohutné kvádrové jednopatrové stavení z vápencového kamene pokrývaly došky. Její současná podoba pochází z přestavby v roce 1691, kdy ji z podoby zříceny přestavěl na sýpku tehdejší vlastník hrabě Jiří Ludvík Sinzendorf.[5]

## Doprava, průmysl
Jižně od obce prochází silnice II/607 a dálnice D7 z Prahy do Chomutova, obec protíná silnice II. č. 250 Žatec - Raná u Loun. Nejbližším nádražím jsou Postoloprty.
V katastru vsí Nehasice a Tatinná, jižně od silnice I/7, ležela větší část bývalého vojenského letiště Žatec. Areál je nyní součástí průmyslové zóny Triangle a tvoří samostatnou část obce s názvem Bitozeves-Průmyslová zóna Triangle.